# Gran Premio motociclistico delle Nazioni 1962
Il Gran Premio motociclistico delle Nazioni fu il nono appuntamento del motomondiale 1962.
Si svolse il 9 settembre 1962 presso l'Autodromo di Monza alla presenza di 40.000 spettatori. Erano in programma tutte le classi tranne i sidecar.
Il programma iniziò con la 350, vinta da Jim Redman davanti all'altra Honda di Tommy Robb e alla Bianchi di Silvio Grassetti. La MV Agusta non si presentò alla partenza. Redman ottenne matematicamente il titolo di Campione del Mondo.
Seguì la 125, nella quale la Honda occupò i primi cinque posti.
La 50 fu una lotta tra piloti Suzuki e Kreidler da cui uscì vittorioso Hans-Georg Anscheidt.
La gara della 250 fu caratterizzata dalla lotta tra Honda e Moto Morini. Tarquinio Provini, in sella alla monocilindrica bolognese, lottò per tutta la gara con Redman, terminando ad appena dieci metri di distacco dal rhodesiano.
Chiuse il programma la 500, dove Mike Hailwood e Remo Venturi fecero gara tra di loro. Anche Hailwood si aggiudicò l'iride della categoria.

## Classe 500

### Arrivati al traguardo
| Pos. | Pilota              | Moto      | Tempo        | Punti |
| ---- | ------------------- | --------- | ------------ | ----- |
| 1    | Mike Hailwood       | MV Privat | 1h 04' 22" 7 | 8     |
| 2    | Remo Venturi        | MV Privat | +0" 5        | 6     |
| 3    | Silvio Grassetti    | Bianchi   | +1 giro      | 4     |
| 4    | Phil Read           | Norton    | +1 giro      | 3     |
| 5    | Paddy Driver        | Norton    | +1 giro      | 2     |
| 6    | Bert Schneider      | Norton    | +1 giro      | 1     |
| 7    | Gyula Marsovszky    | Norton    | +2 giri      |       |
| 8    | Roland Föll         | Matchless | +2 giri      |       |
| 9    | Alan Shepherd       | Matchless | +3 giri      |       |
| 10   | Jack Ahearn         | Norton    | +3 giri      |       |
| 11   | Vasco Loro          | Norton    | +3 giri      |       |
| 12   | Renzo Rossi         | Gilera    | +4 giri      |       |
| 13   | Benedetto Zambotti  | Norton    | +4 giri      |       |
| 14   | Giuseppe Dardanello | Norton    | +5 giri      |       |
| 15   | Emanuele Maugliani  | Gilera    | +5 giri      |       |
| 16   | Giuseppe Mantelli   | Gilera    | +5 giri      |       |

### Ritirati
| Pilota            | Moto   | Motivo ritiro |
| ----------------- | ------ | ------------- |
| Jacques Insermini | Norton |               |
| Jack Findlay      | Norton |               |
| František Šťastný | Jawa   |               |
| Bill Smith        | Norton |               |
| Rudi Thalhammer   | Norton |               |

## Classe 350
15 piloti alla partenza.

### Arrivati al traguardo
| Pos. | Pilota            | Moto       | Tempo     | Punti |
| ---- | ----------------- | ---------- | --------- | ----- |
| 1    | Jim Redman        | Honda      | 51' 30" 4 | 8     |
| 2    | Tommy Robb        | Honda      | +27" 5    | 6     |
| 3    | Silvio Grassetti  | Bianchi    | +1' 08" 4 | 4     |
| 4    | František Šťastný | Jawa       | +1 giro   | 3     |
| 5    | Gustav Havel      | Jawa       | +2 giri   | 2     |
| 6    | Arthur Wheeler    | Moto Guzzi | +2 giri   | 1     |
| 7    | Bill Smith        | AJS        | +2 giri   |       |

### Ritirati
| Pilota          | Moto      | Motivo ritiro |
| --------------- | --------- | ------------- |
| Gilberto Milani | Aermacchi |               |

### Non partiti
| Pilota       | Moto   |
| ------------ | ------ |
| Paddy Driver | Norton |

## Classe 250

### Arrivati al traguardo
| Pos. | Pilota            | Moto        | Tempo     | Punti |
| ---- | ----------------- | ----------- | --------- | ----- |
| 1    | Jim Redman        | Honda       | 42' 34" 4 | 8     |
| 2    | Tarquinio Provini | Moto Morini | +0" 8     | 6     |
| 3    | Alberto Pagani    | Honda       | +56" 9    | 4     |
| 4    | Moto Kitano       | Honda       | +1'       | 3     |
| 5    | Gilberto Milani   | Aermacchi   | +1 giro   | 2     |
| 6    | Paolo Campanelli  | Benelli     | +1 giro   | 1     |
| 7    | Alan Shepherd     | Aermacchi   | +2 giri   |       |
| 8    | Arthur Wheeler    | Moto Guzzi  | +2 giri   |       |
| 9    | Jürgen Karrenberg | Adler       | +3 giri   |       |

### Ritirati
| Pilota            | Moto        | Motivo ritiro   |
| ----------------- | ----------- | --------------- |
| Luigi Taveri      | Honda       | noie meccaniche |
| Ernesto Brambilla | Moto Morini |                 |
| Mike Hailwood     | Benelli     |                 |
| Frank Perris      | Suzuki      | incidente       |
| Stanislav Malina  | ČZ          | incidente       |

## Classe 125

### Arrivati al traguardo
| Pos. | Pilota                | Moto    | Tempo     | Punti |
| ---- | --------------------- | ------- | --------- | ----- |
| 1    | Teisuke Tanaka        | Honda   | 39' 44"   | 8     |
| 2    | Luigi Taveri          | Honda   | +0" 1     | 6     |
| 3    | Tommy Robb            | Honda   | +0" 1     | 4     |
| 4    | Jim Redman            | Honda   | +0" 9     | 3     |
| 5    | Alberto Pagani        | Honda   | +55" 9    | 2     |
| 6    | Paddy Driver          | EMC     | +56"      | 1     |
| 7    | Frank Perris          | Suzuki  | +56" 2    |       |
| 8    | Hugh Anderson         | Suzuki  | +1' 21" 6 |       |
| 9    | Stanislav Malina      | ČZ      | +1' 31" 7 |       |
| 10   | László Szabó          | MZ      | +1' 38" 6 |       |
| 11   | Dan Shorey            | Bultaco | +1 giro   |       |
| 12   | Giuseppe Visenzi      | Ducati  | +1 giro   |       |
| 13   | Franco Latini         | Ducati  | +2 giri   |       |
| 14   | Cristoforo Fattori    | MotoBi  | +2 giri   |       |
| 15   | Gianfranco Domeniconi | Ducati  | +3 giri   |       |

### Ritirati
| Pilota             | Moto    | Motivo ritiro |
| ------------------ | ------- | ------------- |
| De Simone          | n.d.    | incidente     |
| Alessandro Brabetz | n.d.    | incidente     |
| Ramón Torras       | Bultaco | incidente     |

### Non partiti
| Pilota          | Moto       |
| --------------- | ---------- |
| Francesco Villa | FB Mondial |
| Isao Morishita  | Honda      |
| Bruno Spaggiari | Ducati     |
| Mike Hailwood   | EMC        |

## Classe 50

### Arrivati al traguardo
| Pos. | Pilota               | Moto     | Tempo     | Punti |
| ---- | -------------------- | -------- | --------- | ----- |
| 1    | Hans-Georg Anscheidt | Kreidler | 28' 11" 6 | 8     |
| 2    | Mitsuo Itoh          | Suzuki   | +1" 1     | 6     |
| 3    | Jan Huberts          | Kreidler | +7" 5     | 4     |
| 4    | Hugh Anderson        | Suzuki   | +28" 6    | 3     |
| 5    | Isao Morishita       | Suzuki   | +36" 2    | 2     |
| 6    | Luigi Taveri         | Honda    | +36" 5    | 1     |
| 7    | Dan Shorey           | Kreidler | +59" 1    |       |

## Fonti e bibliografia
- Corriere dello Sport, 10 settembre 1962, pag. 2.
- Risultati della 500 su autosport.com, su autosport.com.
- Risultati di 125 e 250 su gazzetta.it